# Epibryon pedinophylli
Epibryon pedinophylli är en svampart som beskrevs av Döbbeler 1998. Epibryon pedinophylli ingår i släktet Epibryon och familjen Pseudoperisporiaceae.   Inga underarter finns listade i Catalogue of Life.